# マイリンダ・ケルメンディ
マイリンダ・ケルメンディ（Majlinda Kelmendi 1991年5月9日- ）は、コソボのペヤ出身の柔道選手。階級は52kg級。2段。

## 経歴
柔道は8歳の時に始めた。コーチのドリトン・クカによる指導の下、ヨーロッパにおけるジュニアの国際大会では頻繁にメダルを獲得するなど力を付けていった。2009年には世界ジュニア52㎏級で優勝を成し遂げるまでになった。今大会はIJF名義での出場だったために、表彰式ではIJFの旗が掲揚されたものの、国際スポーツ大会の場において初めてコソボの国歌が流れた。なおこの当時、世界チャンピオンの中村美里を破ってオリンピックで優勝するのが夢だと語っていたが、後にそれが現実のものとなった。
2010年にはシニアの国際大会であるグランプリ・チュニスでも優勝した。世界選手権にも出場するが、そこでは3回戦で敗れた。その直後、ヨーロッパジュニア選手権で2連覇を達成するが、世界ジュニアでは5位に終わり、こちらは2連覇ならなかった。現在は地元のIppon Judo Clubでトレーニングを積みながら国際大会を転戦している。
2011年8月の世界選手権では2回戦で敗れるが、10月には国際大会で3大会連続優勝を果たした。この時点ではコソボオリンピック委員会(OCK)がIOCのメンバーとして承認されていなかったために、IJF主催の国際大会ではIJF、それ以外の国際大会ではアルバニアの名の下で参加していた。国際大会で結果を出してきたことにより、アゼルバイジャンを始めとしたいくつかの国から大金を積まれて国籍変更を打診されたが、何よりもコソボ代表での出場を望んだために拒絶した。
2012年4月にIJFがコソボの加盟を認めた。
しかしながら、5月にIOCはケルメンディに対して、コソボ代表ないしは個人参加でのオリンピック出場は認められないので、コソボとともに市民権を有するアルバニア代表として出場するようにと伝えた。ケルメンディはコソボ以外にもアルバニアのパスポートも所有している関係からアルバニア代表として国際大会に出場した経験があり、IOCがアルバニアに支給したオリンピック奨学金を貰い、さらには、アルバニアオリンピック委員会もすでにケルメンディをアルバニア代表として選出している状況下では、IOCの名の下での個人参加ではなく、アルバニア代表として出場することが適切であるとIOC会長のジャック・ロゲは語った。これにより、ロンドンオリンピックにはアルバニア代表として出場することとなった。7月のロンドンオリンピックでは3回戦でモーリシャスのクリスチャンヌ・ルジョンティルに大内返で一本負けを喫した。10月のグランプリ・アブダビでは国際大会において初めてコソボ代表としての出場が認められて、今大会2連覇を達成した。
2013年2月のグランドスラム・パリでは決勝で橋本優貴に指導2で敗れた。4月のヨーロッパ選手権では準決勝でイタリアのオデッテ・ジュフリーダに有効で敗れて3位だった。5月にはランキング上位選手で競われるワールドマスターズで優勝を飾った。8月にリオデジャネイロで開催された世界選手権では準決勝で橋本優貴に指導2で勝つと、決勝では地元ブラジルのエリカ・ミランダを合技で破り優勝を飾った。
2014年には2月のグランドスラム・パリと4月のヨーロッパ選手権で優勝を飾った。8月にロシアのチェリャビンスクで開催された世界選手権では、ロシアがコソボ市民への入国査証発給を拒否している関係からアルバニアのパスポートで入国して、IJF名義で戦うことになった。その決勝ではルーマニアのアンドレア・キトゥを技ありで破って2連覇を達成した。なお、表彰式ではIJFの旗が掲揚されて、オリンピック賛歌が流れることになった。10月にIOCはコソボ・オリンピック委員会を仮承認すると、12月には正式に承認した。これにより、2016年のリオデジャネイロオリンピックにコソボ代表で出場することが可能となった。2014年の最終ランキングにおいて女子の全階級の選手でもっともポイントが多かったことから、IJFより5万ドルを贈呈された。さらには、コソボ大統領のアティフェテ・ヤヒヤガから大統領功労勲章が授与された。
2015年は3連覇がかかっていた8月の世界選手権にはケガのため出場しなかった。9月のヨーロッパカップ・ブラティスラバでは約10ヶ月ぶりとなる個人戦での復帰戦を優勝で飾った。10月のヨーロッパオープン・リスボンでは、決勝でトレーニングパートナーでもある同じコソボのディストリア・クラスニキを指導3で破って優勝した。続くグランドスラム・パリでも優勝した。グランドスラム・アブダビでは準決勝でミランダに送襟絞で敗れて3位に終わり、2013年4月のヨーロッパ選手権以来2年半ぶりの敗戦を喫することとなった。
2016年2月のグランドスラム・パリでは3連覇を飾った。4月にロシアのカザンで開催されたヨーロッパ選手権では当初国交のないロシアがコソボの名の下での出場を拒否していたものの、交渉の結果認められることになった(2年前に同じロシアのチェリャビンスクで世界選手権が開催された際には認められなかった)。その決勝ではフランスのプリシラ・ネトに一本勝ちして2年ぶり2度目の優勝を飾った。6月のグランプリ・ブダペストでは決勝で同僚のクラスニキを指導3で破って優勝した。8月のリオデジャネイロオリンピックでは準々決勝で前回のオリンピックで一本負けしたルジョンティ相手に慎重になりながらも指導3を取って手堅く勝ち上がった。準決勝で事実上の決勝となる世界チャンピオンの日本の中村美里と初めて対戦することになったが、序盤に指導を取った後は寝技の名手として知られる中村の寝技に気を付けながらも指導ポイントを守りきって勝利すると、決勝ではイタリアのオデッテ・ジュフリーダを有効で破り、コソボの選手としてはオリンピックで初めてとなる金メダルを獲得した。なお、今大会はコソボ大統領のハシム・サチも会場で観戦していた。一方で、2016年6月にフランス南部で合宿をしていた際にドーピング検査を拒否していたことが発覚した。しかし、この時は権限のない検査官からの打診だったため、ケルメンディのコーチがIJFに問い合わせたところ、応じる義務はないと助言されたことにより拒否したのだという。その後に受けた検査では陰性だったこともあり、IJFはケルメンディ側に問題はなかったと結論付けた。なお、ファン投票により2016年のIJF年間最優秀女子選手に選出された。
2017年2月のグランドスラム・パリでは決勝で角田夏実を技ありで破って今大会4度目の優勝を飾った。ヨーロッパ選手権では3度目の優勝を果たした。8月の世界選手権では準決勝で志々目愛と対戦すると、9分30秒もの戦いの末に内股すかしの技ありで敗れると、3位決定戦でもミランダに技ありで敗れてメダルを獲得できずに終わった。
1年2ヶ月ぶりの復帰戦となった2018年10月のグランドスラム・アブダビでは、予選で頭部を負傷するも決勝まで進むが、ジュフリーダとの対戦途中に医者に止められて棄権負けとなった。続くグランプリ・タシュケントでは優勝した。
2019年のグランプリ・テルアビブでも優勝を飾った。この際に、世界チャンピオンの阿部詩とは2020年の東京オリンピック決勝で対戦することを望んでいると語った。2月のグランドスラム・デュッセルドルフでは準決勝で韓国の鄭普涇に技ありを先取されるも反則勝ちで逆転するなどオール一本勝ちで優勝した。6月のヨーロッパ競技大会では準決勝でフランスのアマンディーヌ・ブシャール、決勝でロシアのナタリア・クジュティナをそれぞれ技ありで破って優勝した。7月のグランプリ・ブダペストでは準決勝で前田千島と対戦して技ありを先取しながらも巴投げと背負投の合技で逆転負けすると、3位決定戦でもスペインのアナ・ペレス＝ボックスに技ありを先取しながら横四方固で逆転負けして5位にとどまった。なお、ケルメンディが棄権負けを除いて技で一本負けしたのは、2015年10月のグランドスラム・アブダビにおいて寝技で敗れて以来約3年9か月ぶり、立ち技に起因した一本負けは2012年7月のロンドンオリンピック以来7年ぶりのこととなった。8月に東京で開催された世界選手権では、準々決勝で志々目に反則勝ちするも、準決勝で阿部と初めての対戦となったが、GSに入ってから横四方固で敗れて3位にとどまった。10月のグランドスラム・アブダビでは決勝でジュフリーダに一本勝ちして優勝した。
2021年1月のワールドマスターズでは準決勝でブシャールに反則負けして3位だった。2月のグランドスラム・テルアビブでは準決勝でイギリスのチェルシー・ジャイルズに内股で敗れて3位だった。7月に日本武道館で開催された東京オリンピックでは初戦でハンガリーのプップ・リーカに技ありで敗れた。10月には現役引退を表明した。

## 戦績
- 2008年 - ドイツジュニア国際 3位
- 2009年 - ワールドカップ・プラハ 3位
- 2009年 - オーストリアジュニア国際 優勝
- 2009年 - ハンガリージュニア国際 2位
- 2009年 - チェコジュニア国際 2位
- 2009年 - ヨーロッパジュニア 優勝
- 2009年 - 世界ジュニア 優勝
- 2010年 - ワールドカップ・ソフィア 2位
- 2010年 - グランプリ・チュニス 優勝
- 2010年 - オーストリアジュニア国際 優勝
- 2010年 - ワールドカップ・タリン 3位
- 2010年 - ドイツジュニア国際 優勝
- 2010年 - 世界柔道選手権大会 3回戦敗退
- 2010年 - ヨーロッパジュニア 優勝
- 2010年 - グランプリ・ロッテルダム 5位
- 2010年 - 世界ジュニア 5位
- 2011年 - ワールドマスターズ2011 5位
- 2011年 - ワールドカップ・ソフィア 2位
- 2011年 - グランドスラム・パリ 5位
- 2011年 - グランプリ・デュッセルドルフ 2位
- 2011年 - ワールドカップ・リスボン 3位
- 2011年 - 世界柔道選手権大会 2回戦敗退
- 2011年 - ワールドカップ・ソフィア 2位
- 2011年 - ワールドカップ・ローマ 優勝
- 2011年 - ワールドカップ・ミンスク 優勝
- 2011年 - グランプリ・アブダビ 優勝
- 2011年 - グランプリ・アムステルダム 3位
- 2012年 - ワールドマスターズ 5位
- 2012年 - グランドスラム・パリ 5位
- 2012年 - ロンドン・オリンピック 9位
- 2012年 - ワールドカップ・ローマ 2位
- 2012年 - ワールドカップ・イスタンブール 優勝
- 2012年 - グランプリ・アブダビ 優勝
- 2013年 - グランドスラム・パリ 2位
- 2013年 - グランプリ・デュッセルドルフ 優勝
- 2013年 - ヨーロッパ選手権 3位
- 2013年 - ワールドマスターズ 優勝
- 2013年 - 世界選手権 優勝
- 2014年 - グランドスラム・パリ 優勝
- 2014年 - ヨーロッパ選手権 優勝
- 2014年 - グランプリ・ブダペスト 優勝
- 2014年 - 世界選手権 優勝
- 2014年 - グランドスラム・アブダビ 優勝
- 2015年 - ヨーロッパカップ・ブラティスラバ 優勝
- 2015年 - ヨーロッパオープン・リスボン 優勝
- 2015年 - グランドスラム・パリ 優勝
- 2015年 - グランドスラム・アブダビ 3位
- 2016年 - グランドスラム・パリ 優勝
- 2016年 - ヨーロッパ選手権 優勝
- 2016年 - グランプリ・ブダペスト 優勝
- 2016年 - リオデジャネイロオリンピック 優勝
- 2017年 - グランドスラム・パリ 優勝
- 2017年 - ヨーロッパ選手権 優勝
- 2017年 -　世界選手権　5位
- 2018年 -　グランドスラム・アブダビ　2位
- 2018年 - グランプリ・タシュケント　優勝
- 2019年 -　グランプリ・テルアビブ　優勝
- 2019年 - グランドスラム・デュッセルドルフ　優勝
- 2019年 - ヨーロッパ競技大会　優勝
- 2019年 - グランプリ・ブダペスト　5位
- 2019年 - 世界選手権　3位
- 2019年 -　グランドスラム・アブダビ　優勝
- 2021年 -　ワールドマスターズ　3位
- 2021年 - グランドスラム・テルアビブ　3位

(出典、JudoInside.com)。

## 外部サイト
- マイリンダ・ケルメンディ - JudoInside.com のプロフィール（英語）